# Рамін Отт
Рамін Шахін Отт (англ. Ramin Shahin Ott, нар. 22 червня 1986, Паго-Паго, Американське Самоа) — футболіст Американського Самоа, який грає на позиції нападника. Є одним із кращих бомбардирів збірної Американського Самоа за всю її історію. Одночасно Рамін Отт є сержантом Армії США, та проходив військову службу в Афганістані.

## Клубна кар'єра
Рамін Отт розпочав виступи на футбольних полях у 2000 році в команді з Американського Самоа «Коніка Машін», у якій грав до 2008 року. У 2008 році Отт став гравцем новозеландського клубу «Бей Олімпік», ставши другим за всю історію футболістом Американського Самоа, який грав за його межами, після Ролстона Масаніа'ї. У складі новозеландської команди грав до 2014 року. Подальші дані про клубну кар'єру Раміна Отта суперечливі, повідомляється, що в 2014 році він став гравцем команди з Американського Самоа «Паго Юз», потім з 2016 до 2018 року знову грав у Новій Зеландії за клуб «Окленд Сіті», після чого повернувся до клубу «Паго Юз», де й продовжує виступи станом на 2023 рік.

## Виступи за збірну
у 2003 році Рамін Отт грав у складі юнацької збірної Американського Самоа на юнацькому чемпіонаті Океанії, який був відбірковим раундом до юнацького чемпіонату світу 2003 року. 10 травня 2004 року Отт дебютував у складі національної збірної Американського Самоа у грі зі збірною Самоа в рамках відбіркового турніру до чемпіонату світу 2006 року. У складі команди брав участь у відбіркових матчах до чемпіонатів світу на різних раундах. На 2023 рік зіграв у складі збірної 15 матчів, у яких відзначився 3 забитими м'ячами, що є одним із найкращих показників збірної за всю її історію.